# Benna (musique)
Pour les articles homonymes, voir Benna.
Le benna (alternativement orthographié bennah, ou appelé ditti) est un genre musical ayant émergé à Antigua-et-Barbuda.
Le benna est un genre proche du calypso, caractérisé par des paroles controversées et un format d'appel et de réponse. Apparu pendant l'esclavage, il devient une forme de communication folklorique au début du XXe siècle et permet de diffuser des nouvelles locales dans les îles. John Quarkoo était un chanteur qui utilisait ce genre pour critiquer les oppresseurs des Noirs. Il est le principal genre de musique non religieuse dans la région jusqu'aux années 1950, avant d'être remplacé par le calypso de Trinité. 